# 王育
王 育（おう いく、生没年不詳）は、中国の西晋及び五胡十六国時代の漢（後の前趙）の政治家・軍人。字は伯春。京兆郡の出身。

## 生涯
幼くして孤児となり、大変貧しかった。その為、若い内から家畜を放牧する仕事を行い、かろうじて生計を立てていた。近くに小学があり、その場所を通るたびに涙を流したという。時間に少しでも余裕が出来ると、ガマの枝を切り取って筆にして字の勉強を行った。ある時、勉強に集中するあまり羊を取り逃がしてしまった。牧場の主は王育を叱責すると、王育は自分自身を売って羊の償いをしようとした。同郡の許子章がこれを聞くと、王育の行為を褒め称え、彼に代わって羊を弁償した。さらに、王育の衣食の面倒を見て、自分の子と共に勉強をさせた。王育は懸命に勉学に励み、ついに経史に精通するようになった。
彼は成長すると、身長は八尺余りになり、髭は三尺にもなった。容貌は常人と異なり、声音は人を動かす程に魅力的であった。許子章は、兄の子を王育の妻として与え、彼の為に家を立ててやり、資産を分け与えてやった。王育はこれらを受け取っても、それを恥じる様子を見せなかった。また、彼の行いは己に任せるままで、あまり世俗的とは言えなかった。その為、妻が喪に服した時でも、弔問客は四・五人ほどしかやってこなかったが、みな郷里の名士であった。
後に王育は、京兆郡太守の杜宣に取り立てられ主簿となった。ある時、突然杜宣は万年県令に降格となった。杜県県令王攸は、かつて上司であった杜宣に出迎えを命じたが、杜宣は拒否した。王攸は怒り、「卿（杜宣）はかつて二千石となられたから、私は卿を敬っていた。卿と私は同僚だというのに、なぜ出迎えに来ないのか。卿は今や小雀（身分の低い者）に過ぎないのだぞ。私が死んだ鷂を恐れると思うのか」と、彼を詰った。王育は刀を手に取ると、王攸を叱りつけ、「上の者が臣下を虐め殺すのは、昔から変わらぬ。府君（杜宣）は、罪によって降格されたのではく、日食や月食のように、一時的に陰っているだけだ。たかが県令の君が、どうして私の府君を軽んじ辱めているのか。この刀が鈍らだと思うなら、確かめてみると良い」と言い、彼に切りかかろうとした。杜宣は驚いて、はだしのままで王育を抱えて彼を止めた。この一見で、王育の名は知られるようになった。
司徒の王渾は、王育を召し出して掾に任じた。続いて南武陽令となった。彼の政務は清廉潔白であった為、群盗は他の郡に逃げ散った。その後、并州督護に移った。
鄴に鎮していた成都王司馬穎は、王育を自らの下につけ、振武将軍に任じた。
永安元年（304年）、并州刺史・東嬴公司馬騰と安北将軍王浚が司馬穎を討つために挙兵し、烏桓・鮮卑段部がこれに呼応した。匈奴攣鞮部の劉淵は司馬穎へ、自分が并州へ戻り五部匈奴を説得し、その兵を引き連れて司馬騰・王浚に対抗することを打診した。王育は司馬穎へ「劉淵を派遣するというのならば、私は殿下（司馬穎）のために賛成します。もしそうしなければ、殿下の事業が失敗することを私は恐れます」と進言した。司馬穎は王育の言に深く同意し、劉淵を北単于にし、并州へ向かわせた。また、王育を破虜将軍に任じた。
10月、劉淵は左国城に入ると、晋朝からの自立を宣言した。その軍勢が南下を始めると、王育は彼らに捕らえられた。漢が建国されると、王育は大臣に取り立てられ、朝政に参加するようになった。
劉淵が司馬騰・劉琨らと争うようになると、王育は劉淵へ、漢の将軍を四方に派遣して諸勢力の鎮圧に当たるよう進言した。劉淵はこれに同意し、元熙5年（308年）1月に劉聡らを太行に派遣し、石勒らを東方の趙・魏の地方に派遣した。
光興元年（310年）、劉聡が即位すると、右僕射に任じられた。王育はさらに重用を受けて司空に昇り、嘉平2年（312年）1月には王育の娘は劉聡の昭儀となった。
同年10月、王育は太保に任じられ、嘉平4年（314年）1月には太傅となった。